# Shunsuke Motegi
Shunsuke Motegi (茂木 駿佑 Motegi Shunsuke?, nacido el 2 de octubre de 1996 en Chiba) es un futbolista japonés que se desempeña como centrocampista.

## Trayectoria

### Clubes
| Club             | País  | Año    |
| ---------------- | ----- | ------ |
| Vegalta Sendai   | Japón | 2015 - |
| Zweigen Kanazawa | Japón | 2015   |
| J. League sub-22 | Japón | 2015   |

## Estadística de carrera

### J. League
| Club             | Año   | J. League | J. League | Copa J. League | Copa J. League | Total | Total |
| Club             | Año   | Part.     | Goles     | Part.          | Goles          | Part. | Goles |
| ---------------- | ----- | --------- | --------- | -------------- | -------------- | ----- | ----- |
| Vegalta Sendai   | 2015  | 11        | 0         | 6              | 0              | 17    | 0     |
| Zweigen Kanazawa | 2015  | 11        | 0         | -              | -              | 11    | 0     |
| J. League sub-22 | 2015  | 1         | 0         | -              | -              | 1     | 0     |
| Vegalta Sendai   | 2016  | 8         | 0         | 1              | 0              | 9     | 0     |
| Vegalta Sendai   | 2017  | 8         | 0         | 4              | 0              | 12    | 0     |
| Total            | Total | 39        | 0         | 11             | 0              | 50    | 0     |